# Eunicea mammosa
Eunicea mammosa är en korallart som beskrevs av Jean Vincent Félix Lamouroux 1816. Eunicea mammosa ingår i släktet Eunicea och familjen Plexauridae. Inga underarter finns listade i Catalogue of Life.

## Bildgalleri

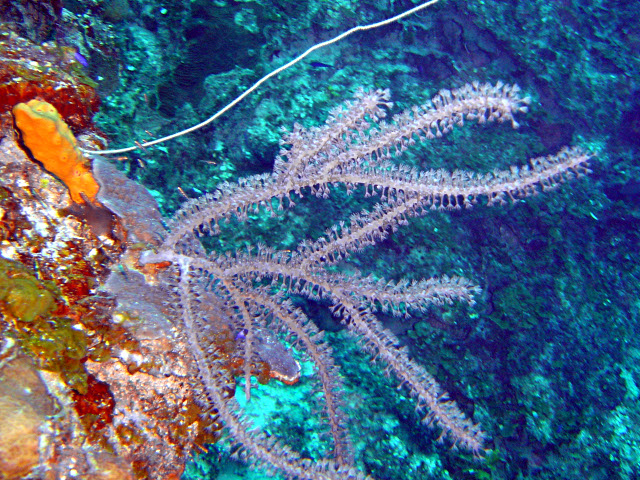
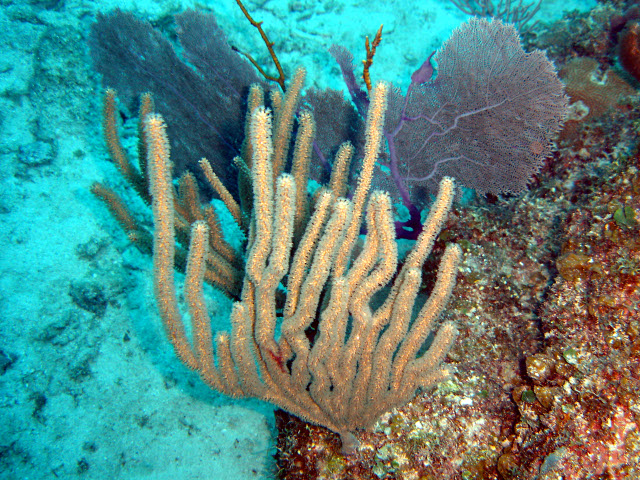
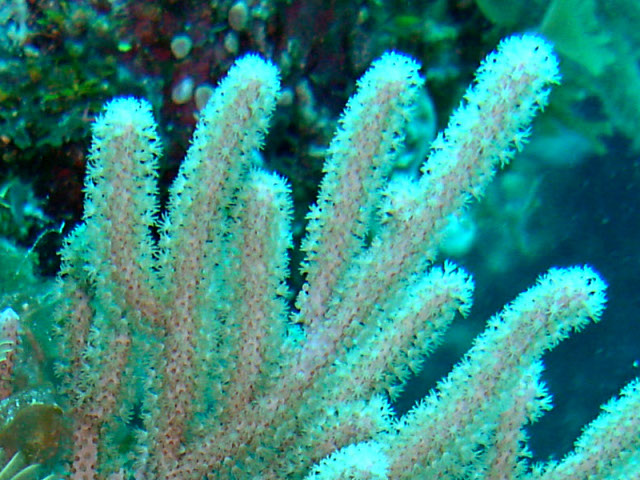